# Euspilotus arrogans
Euspilotus arrogans är en skalbaggsart som först beskrevs av Sylvain Auguste de Marseul 1855.  Euspilotus arrogans ingår i släktet Euspilotus och familjen stumpbaggar. Inga underarter finns listade i Catalogue of Life.